# Phalaenopsis borneensis
Phalaenopsis borneensis (можлива українська назва: Фаленопсис борнейський) — моноподіальна епіфітна трав'яниста рослина родини орхідні.
Вид не має усталеної української назви, в україномовних джерелах зазвичай використовується наукова назва Phalaenopsis borneensis.
На думку деяких авторів є синонімом Phalaenopsis cornu-cervi
Англійська назва — The Borneo Phalaenopsis.

## Біологічний опис
Дрібний моноподіальний епіфіт з укороченим стеблом. Phalaenopsis borneensis часто плутають з Phalaenopsis pantherina і Phalaenopsis cornu-cervi . Відрізняється деталями будови квітки.
Листя довгасте до 30 см завдовжки і 3-4 см шириною.
Коріння довге, м'ясисте, товщиною 3-4 мм.
Квіти близько 3,5 см в діаметрі, без запаху, живуть 20-25 днів. Квіти відкриваються послідовно, жовто-зелені з коричневими смужками і плямами, губа широка з білою плямою на кінці.
Квітконоси багаторічні, довші за листя, прямостоячі або пониклі, розгалужені.
Сезон цвітіння: літо — початок осені.

## Історія опису
Вид названий на честь своєї батьківщини — о. Борнео.
Як самостійний вид був описаний лише в 1995 р., а до цього вважався то крупноквіткової форми Phalaenopsis cornu-cervi, то Phalaenopsis pantherina, або їх природним гібридом. Систематичне положення спірне. Був описаний по рослинам, які потрапили в Європу з постачаннями інших видів орхідей з Борнео без точної географічної локалізації.

## Ареал, екологічні особливості
Ендемік Борнео. 

Сезонні температурні коливання в місцях природного зростання Борнео, (Лабуан) відсутні. Увесь рік середня денна температура близько 30 °C, середня нічна 24 °C 

З січня по березень випадає невелика кількість опадів: 100—150 мм, з квітня по грудень від 300 до 470 мм. Саме дощове час восени з вересня по листопад включно.

## У культурі
У культурі рідкісний.

Температурна група — тепла. Часто цвіте на старих квітконосах, подовжуючи їх після цвітіння і додатково даючи діток, які з часом теж починають цвісти. Тому обрізати старі квітконоси не слід.
Додаткова інформація про агротехніку у статті Фаленопсис.